# The Biggest Bang
The Biggest Bang är DVD-box av Rolling Stones som är inspelad under världsturnén A Bigger Bang.

## Zilker Park i Austin,  Texas (Disc 1)
1. Intro
2. You Got Me Rocking
3. Let's Spend The Night Together
4. She's So Cold
5. Oh No, Not You Again
6. Sway
7. Bob Wills Is Still The King
8. Streets Of Love
9. Ain't Too Proud To Beg
10. Tumbling Dice
11. Learning The Game (Keith sjunger)
12. Little T & A  (Keith sjunger)
13. Under My Thumb
14. Get Off My Cloud
15. Honky Tonk Woman
16. Sympathy For The Devil
17. Jumpin' Jack Flash
18. (i Can't Get No) Satisfaction
19. Brown Sugar

+ Minidokumentär om spelningen i Austin

## Copacabana Beach i Rio de Janeiro, Brasilien (Disc 2)
1. Intro
2. Jumpin' Jack Flash
3. It's Only Rock and Roll
4. You Got Me Rocking
5. Wild Horses
6. Rain Fall Down
7. Midnight Rambler
8. Night Time Is Right Time
9. Happy (Keith sjunger)
10. Miss You
11. Rough Justice
12. Get Off My Cloud
13. Honky Tonk Woman
14. Start Me Up
15. Brown Sugar
16. You Can't Always Get What You Want
17. (I Can't Get No) Satisfaction

+ 25 minuter lång dokumentär om konserten

## Disc 3

### Saitama Super Arena, Japan
1. Intro
2. Let's Spend The Night Together
3. Sapporo
4. Rain Fall Down

### Tokyo Dome
1. Rough Justice
2. Cherry Blossoms

### Shanghai Grand Stage, Kina
1. Intro
2. Bitch
3. Midnight Runner
4. Gimme Shelter
5. The Place Is Empty(Keith sjunger)
6. That's What I Do
7. It's Only Rock 'n' Roll
8. China, A Slow Process

### River Plate Stadium, Buenos Aires, Argentina
1. Intro
2. Worried About You
3. Football Chant
4. Happy (Keith sjunger)
5. Miss You
6. Ronnie and Audience
7. Paint It Black
8. (I Can't Get No) Satisfaction

## Salt Of The Earth - A Bigger Bang Documentary
1. How Did It Begin?
2. North American Tour
3. Super Bowl
4. Back Of My Hand
5. Rio
6. China
7. Milan
8. Buenos Aires
9. Midnight Runner
10. Last Show